# Dragiša Drobnjak
Dragiša Drobnjak (Kranj, 5 novembre 1977) è un ex cestista e allenatore di pallacanestro sloveno.

## Carriera
Con la Slovenia ha disputato i Giochi del Mediterraneo di Bari 1997.

## Palmarès
- Campionato sloveno: 6

Krka Novo mesto: 1999-2000, 2002-03, 2010-11
Union Olimpija: 2004-05, 2005-06
Šentjur: 2014-15
- Campionato belga: 2

Ostenda: 2011-12, 2012-13
- Coppa di Slovenia: 2

Union Olimpija: 2005, 2006
- Coppa del Belgio: 2

Ostenda: 2010, 2013
- Supercoppa slovena: 3

Krka Novo mesto: 2010
Union Olimpija: 2013
Šentjur: 2015
- EuroChallenge: 1

Krka Novo mesto: 2010-11